# Зелёные Словении
Зелёные Словении (словен. Zeleni Slovenije, ZS) — правоцентристская консервативная, зелёная политическая партия Словении.
Создана 11 июня 1989 года в ходе антикоммунистических революций 1989 года, когда Словения ещё входила в состав СФРЮ. На первых прямых выборах в Словении в 1990 году «Зелёные» набрали 8,8 % поданных голосов и получили 8 мест в парламенте . На парламентских выборах в Словении в 1992 году партия набрала 3,7 % голосов, потеряв 3 мандата в парламенте. Поскольку в 1996 году рейтинг партии упал до 4-процентного проходного барьера, Зелёные Словении больше не представлены в парламенте.